# Clethra lancifolia
Clethra lancifolia är en tvåhjärtbladig växtart som beskrevs av Porphir Kiril Nicolai Stepanowitsch Turczaninow. Clethra lancifolia ingår i släktet Clethra och familjen Clethraceae. Inga underarter finns listade i Catalogue of Life.